# Meridiano 122 E
O meridiano 122 E é um meridiano que, partindo do Polo Norte, atravessa o Oceano Ártico, Ásia, Oceano Índico, Austrália, Oceano Antártico, Antártida e chega ao Polo Sul. Forma um círculo máximo com o Meridiano 58 W.
Começando no Polo Norte, o meridiano 122º Este tem os seguintes cruzamentos:
| País, território ou mar | Notas                                                                     |
| ----------------------- | ------------------------------------------------------------------------- |
| Oceano Ártico           |                                                                           |
| Mar de Laptev           |                                                                           |
| Rússia                  |                                                                           |
| China                   | Heilongjiang Mongólia Interior Jilin Mongólia Interior Liaoning           |
| Mar Amarelo             | Baía de Liaodong                                                          |
| China                   | Península de Liaodong, Liaoning                                           |
| Mar Amarelo             |                                                                           |
| China                   | Península de Shandong, Shandong                                           |
| Mar Amarelo             |                                                                           |
| Mar da China Oriental   |                                                                           |
| China                   | Xangai - ilha Jiuduansha (ilha de maré)                                   |
| Mar da China Oriental   | Passa na Ponte de Donghai                                                 |
| China                   | Zhejiang — ilha Zhoushan, continente, e ilhas menores                     |
| Taiwan                  | Território reivindicado pela China - passa no ponto mais oriental da ilha |
| Mar da China Oriental   |                                                                           |
| Oceano Pacífico         | Mar das Filipinas — Passa a leste das ilhas Batanes, Filipinas            |
| Filipinas               | Ilha Batan                                                                |
| Oceano Pacífico         | Mar das Filipinas - passa a leste das Ilhas Babuyan, Filipinas            |
| Filipinas               | Ilha de Luzon                                                             |
| Oceano Pacífico         | Mar das Filipinas                                                         |
| Filipinas               | Ilha Polillo                                                              |
| Baía de Lamon           |                                                                           |
| Filipinas               | Ilhas Alabat e Luzon                                                      |
| Baía de Tayabas         |                                                                           |
| Filipinas               | Ilha Marinduque                                                           |
| Estreito de Tablas      | Passa a oeste das ilhas Banton e Simara, Filipinas                        |
| Filipinas               | Ilhas Tablas                                                              |
| Mar de Sibuyan          |                                                                           |
| Filipinas               | Ilha Panay                                                                |
| Mar de Sulu             |                                                                           |
| Filipinas               | Ilha Panay                                                                |
| Mar de Sulu             |                                                                           |
| Filipinas               | Ilha Mindanao                                                             |
| Estreito de Basilan     |                                                                           |
| Filipinas               | Ilha Basilan e Ilhas Tapiantana                                           |
| Mar de Celebes          |                                                                           |
| Indonésia               | Ilha Celebes (Península Minahassa)                                        |
| Golfo de Tomini         |                                                                           |
| Indonésia               | Ilhas Togian                                                              |
| Golfo de Tomini         |                                                                           |
| Indonésia               | Ilha Celebes (Península Oriental)                                         |
| Mar de Banda            |                                                                           |
| Indonésia               | Ilha Celebes (Península Sudeste)                                          |
| Mar de Banda            |                                                                           |
| Indonésia               | Ilha Kabaena                                                              |
| Mar de Banda            | Passa a leste das Ilhas Selayar, Indonésia                                |
| Mar das Flores          |                                                                           |
| Indonésia               | Ilha das Flores                                                           |
| Mar de Savu             |                                                                           |
| Indonésia               | Ilha Savu                                                                 |
| Oceano Índico           |                                                                           |
| Austrália               | Recifes Scott e Seringapatam, Austrália Ocidental                         |
| Oceano Índico           | Passa a leste do Recife Scott, Austrália Ocidental, Austrália             |
| Austrália               | Austrália Ocidental - continente e Arquipélago de Recherche               |
| Oceano Índico           |                                                                           |
| Oceano Antártico        |                                                                           |
| Antártida               | Território Antártico Australiano, reivindicado pela Austrália             |